# Sân vận động Miejski, Kraków
 Sân vận động thành phố Henryk Reyman là một sân vận động dành riêng cho bóng đá ở Kraków, Ba Lan. Nó hiện đang được sử dụng làm sân nhà bởi đội bóng đá Wisła Kraków đang chơi ở Giải bóng đá vô địch quốc gia Ba Lan Ekstraklasa. Địa chỉ của sân vận động là  số 22, ul. Reymonta, Kraków. Sân vận động có sức chứa 33.268 khán giả, tất cả đều có chỗ ngồi, và có mái che. Sân vận động Wisła là đấu trường lớn thứ tư tại Ekstraklasa. Sân vận động ban đầu được xây dựng vào năm 1953. Từ năm 2003 - 2011 sân vận động được xây dựng lại hoàn toàn với bốn khán đài mới và một khu báo chí. Việc tu sửa cuối cùng đã được hoàn thành vào tháng 10 năm 2011 
Nhờ nghị quyết được thông qua bởi hội đồng thành phố Kraków vào ngày 23 tháng 1 năm 2008, sân vận động này được đặt theo tên của cầu thủ huyền thoại của Wisła Henryk Tomasz Reyman .
Sân vận động thành phố ở Kraków đáp ứng các tiêu chí để tổ chức giải UEFA Loại 4 .

## Lịch sử

### Địa điểm trước đây của Wisła Kraków
Sân vận động hiện tại là ngôi nhà thứ ba của Wisła Kraków. Sân vận động đầu tiên nằm cách vị trí hiện tại khoảng 500m, trong khu vực Oleandry. Nó được xây dựng vào năm 1914 và khánh thành vào ngày 16 tháng 4 cùng năm, với chiến thắng 3-2 trước Czarni Lwów, nhưng chỉ một năm sau, nó đã bị thiêu rụi. Việc xây dựng sân vận động đó chưa bao giờ được hoàn thành và sau Thế chiến thứ nhất, nó chỉ còn lại đống đổ nát. Năm 1922, Wisła chuyển đến một sân vận động mới trong cùng khu vực. Nơi này đã không bị phá hủy sau Thế chiến II, nhưng không thể đáp ứng được sự phổ biến của bóng đá sau chiến tranh. Hơn nữa, vào năm 1946 Kraków đã bị ảnh hưởng bởi một cơn bão lớn và sân vận động đã bị hư hại nghiêm trọng.

### Vị trí sân vận động hiện tại
Vào tháng 5 năm 1953, sân vận động mới - thứ ba trong lịch sử Wisła - đã được mở bên cạnh sân vận động cũ. Đây là nơi mà Wisła Kraków chơi trên sân nhà của họ ngày nay. Sân vận động có một đường chạy hình bầu dục xung quanh sân bóng. Một đặc điểm đặc trưng của tòa nhà này được gọi là 'Cổng Brandenburg' nằm trên khán đài phía sau các khung thành.

## Giai đoạn 2004-2011 (Sân vận động mới)
Dự án xây dựng được phát triển bởi thiết kế của Wojciech Obtułowicz - đã được thay đổi bốn lần với các tính năng chính vẫn giữ nguyên. Quan niệm đầu tiên cho rằng việc xây dựng sân vận động cho hơn 20 000 chỗ ngồi và bỏ khán đài đứng chính được xây dựng vào giữa những năm 1990. Theo dự án này vào tháng 11 năm 2004, việc xây dựng một khu phía nam mới đã bắt đầu với tiền đạo Maciej urawski đào chiếc xẻng đầu tiên. Nó được hoàn thành vào tháng 6 năm 2006, với chi phí gần 35 triệu đồng Ba Lan. Nhà thầu chính là Budimex Dromex. Trong khi đó, vào tháng 1 năm 2006, việc xây dựng khu phía Bắc đã bắt đầu. Việc xây dựng  kéo dài 12 tháng với cả nhà thầu và chi phí hoàn toàn giống khán đài phía Nam. 

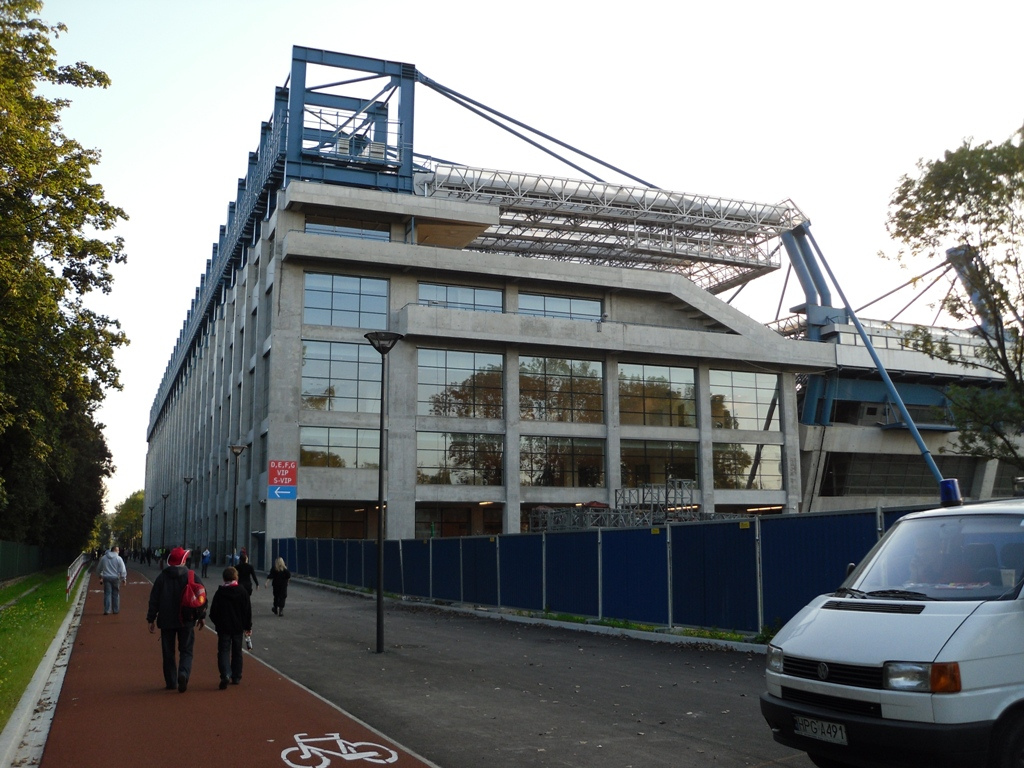
Mặt tiền sân vận động Wisła

Vào tháng 4 năm 2007, có thông báo rằng Giải vô địch bóng đá châu Âu UEFA năm 2012 sẽ do Ba Lan đồng tổ chức. Sân vận động Kraków và Wisła, được chọn là nơi tổ chức dự bị cho sự kiện đó. Do đó, dự án sân vận động đã được thay đổi để đáp ứng các yêu cầu cho một sân vận động đẳng cấp.
Vào tháng 9 năm 2007, Budimex Dromex đã bắt đầu xây dựng gian truyền thông - một tòa nhà mà trước đây đã từng là một phần của thiết kế sân vận động. Vào tháng 10, studio kiến trúc của Wojciech Obtułowicz đã được giao nhiệm vụ thực hiện dự án sân vận động mới. Nó có giá khoảng 3,5 triệu ZL. Vào tháng 1 năm 2008, việc xây dựng gian truyền thông đã được hoàn thành. Tổng chi phí đầu tư lần này vượt quá 11 triệu ZL.
Việc phá hủy khán đài phía đông cũ bắt đầu vào tháng 5 năm 2008. Vào tháng 2 năm 2009, Polimex-Mostostal đã bắt đầu xây dựng khán đài phía Đông mới, với chi phí khoảng 144 triệu ZL. Sau khi kết thúc mùa giải 2008/09 Ekstraklasa vào tháng 6 năm 2009, Polimex-Mostostal bắt đầu phá hủy khán đài chính (phía tây) và xây dựng một cái mới. Chi phí cho việc xây dựng này là hơn 153 triệu ZL.
Wisła Kraków đã chơi các trận đấu mùa giải 2009/2010 tại Sân Ludowy ở Sosnowiec và Sân Suche Stawy, do các công trình xây dựng tiên tiến của sân vận động này.
Đầu tháng 10 năm 2009, nhà thầu mà xây dựng hai khán đài - Polimex-Mostostal, đã nộp đơn cho nhà đầu tư để tài trợ cho dự án thêm 28,9 triệu ZL. Khoản tài trợ sẽ bao gồm chi phí xây dựng lại mạng lưới lắp đặt dưới sân vận động.
Vào ngày 1 tháng 11 năm 2009, xưởng kiến trúc của Wojciech Obtułowicz đã bị loại ra khỏi hợp đồng dự án xây dựng sân vận động. Lý do để loại trừ vì tổ chức không thể theo kịp các sửa đổi đối với dự thảo của nó, trong đó có một số dữ liệu không chính xác. Vì lý do đó, không thể tiếp tục xây dựng với tốc độ phù hợp và dẫn đến một số chậm trễ lớn trong công việc. Nhà thầu chính được chọn lại là Polimex-Mostostal.
Vào ngày 4 tháng 11 năm 2009, các ủy viên hội đồng thành phố Kraków đã bỏ phiếu để chi thêm tiền, lên tới 29,9 triệu ZL, cho việc xây dựng sân vận động. Trong trường hợp khoản quyên góp chưa được chuyển tới thì tòa nhà thầu của cả hai khán đài (phía đông và phía tây) có thể dừng việc xây dựng và yêu cầu bồi thường từ Thành phố. Thị trưởng của Thành phố Kraków Jacek Majchrowski đã trình bày chi phí ước tính để xây dựng toàn bộ sân vận động, với tổng số tiền lên tới 445 triệu ZL.
Cuối cùng, việc xây dựng sân vận động đã kết thúc vào giữa năm 2011; bao gồm việc xây dựng toàn bộ khán đài chính và các công trình bổ sung được thực hiện bởi Mostostal Warszawa SA trong phần bên trong của khán đài phía bắc. Trận đấu đầu tiên với cả bốn khán đài đã được hoàn thiện đã diễn ra vào ngày 15 tháng 10 năm 2011. Đối thủ là Jagiellonia Białystok và Wisla thắng 3-1.

## Sân vận động
Hình dạng của sân vận động là thiết kế của các dự án xây dựng trong quá khứ. Hai khán đài phía sau các khung thành và khu báo chí nằm ở góc giữa khán đài phía tây và phía nam được xây dựng theo thiết kế cũ. Cả hai tầng khán đài dọc theo đường bên là kết quả của việc thực hiện các thiết kế xây dựng thứ tư cuối cùng.
Một trong những nơi quan trọng nhất của sân vận động sẽ là phòng tổng thống với diện tích 250 mét vuông. Tại sân vận động có 33 phòng phía sau khung kính (được gọi là skybox), nằm giữa các tầng của khán đài. Mỗi phòng kính có diện tích khoảng 35 mét vuông. Mỗi phòng có một lối vào riêng và được trang bị ghế ngồi tiêu chuẩn cao hơn. Ngoài ra, sân vận động có 1638 chỗ cho khách hạng VIP và 477 cho siêu VIP. Cửa hàng cho người hâm mộ của Wisła nằm trong khu vực phía đông.

Độ cao của các khán đài phía tây và phía đông liên quan đến dãy cột, được xây dựng xung quanh các khán đài của sân vận động cũ. Lưới mắt cáo đơn giản được sử dụng trong xây dựng, tạo nên một khu vực thương mại lớn hơn bên trong khán đài, so với khán đài phía bắc và phía nam, nơi độ cao được tạo thành từ các đường chéo.
 Theo kiến trúc sư trưởng của sân vận động, các thiết kế Wojciech Obtułowicz được áp dụng trong quá trình xây dựng mang lại cho sân vận động không gian giống như của nhà hát.
Một lợi thế quan trọng của việc xây dựng sân vận động là các khán đài một tầng lớn ở sau các khung thành, cung cấp nhiều không gian bên trong. Một lợi thế khác của dự án sân vận động là một mái nhà, được trang bị hệ thống tan tuyết tự động và được xây dựng bằng vật liệu trong suốt, có tác động tích cực đến sự phát triển của cỏ trên sân bóng đá. Nhược điểm chính của việc xây dựng sân vận động là khoảng cách tương đối dài giữa khán đài và sân bóng đá.
Các công ty xây dựng mỗi khán đài đã bảo hành mười năm cho các công trình của họ.

### Khán đài phía Tây
Khán đài phía Tây là khán đài chính trên sân vận động với sức chứa 9181 khán giả. tầng đầu tiên có thể chứa 3682 người và được chia thành 6 khu: A1, B11, B12, H1, VIP và phòng VIP - mỗi khu (trừ phòng VIP) có 18 hàng. tầng thứ hai bao gồm 11 khu: A21 đến A23, B21 đến B24, H21 đến H23 và khu báo chí. Việc xây dựng khán đài phía tây bắt đầu vào giữa tháng 8 năm 2009 - công trình mới nhất trong tất cả các khán đài của sân vận động. Khán đài hai cấp này chỉ có một góc - phía bắc. Khu truyền thông nằm ở góc phía nam. Có một mái nhà lớn hình sóng giống như trên lối vào chính của khán đài này. Khán đài phía Tây bao gồm sáu tầng, tầng thấp nhất nằm dưới mặt đất.

### Khán đài phía Đông
Khán đài phía Đông là khán đài hai tầng lớn nhất trên sân vận động với sức chứa 12.831 khán giả. tầng đầu tiên được chia thành 11 khu: D11, D12, E11 đến E16, F11, F12 (mỗi khu18 hàng) và phòng VIP. Sức chứa là 4591. Cấp thứ hai có thể chứa 8030 người và bao gồm 14 khu: D21 đến D24, E21 đến E26 và F21 đến F24 (mỗi khu 24 hàng).
Công trình xây dựng trên khán đài phía Đông bắt đầu vào đầu năm 2009. Trái ngược với khán đài phía Tây, Khán đài phía Đông này có cả hai góc. Lối vào khán đài phía đông nằm ở bên đường Reymana.

### Khán đài phía Bắc
Khán đài phía Bắc là khán đài một tầng nằm phía sau khung thành ở bên đường Władysława Reymonta. Sức chứa là 5642 khán giả. Khán đài này được chia thành 5 khu: C1 đến C5 (mỗi khu 32 hàng). Việc xây dựng Khán đài phía bắc bắt đầu vào năm 2006 và hoàn thành vào tháng 1 năm 2007. Phần này của sân vận động rất giống với khán đài phía nam hiện có. Dự án xây dựng của Khán đài phía bắc là một bản sao của Khán đài phía nam.

### Khán đài phía Nam
Khán đài phía Nam là một công trình một tầng với sức chứa 5672 khán giả. Việc xây dựng trên công trình bắt đầu vào tháng 11 năm 2004 với tiền đạo Maciej urawski là người đào chiếc xẻng đầu tiên. Những người ủng hộ đầu tiên bước vào khán đài khi nó đã hoàn thành một nửa vào tháng 8 năm 2005, trong trận đấu với Panathinaikos ở vòng loại Champions League.

### Gian truyền thông
Gian truyền thông là di sản của ba dự án sân vận động đầu tiên, theo đó các cơ sở dưới khán đài sẽ không được phát triển như trong phiên bản hiện tại. Tòa nhà nằm ở góc, giữa khán đài phía tây và phía nam. Việc xây dựng Gian truyền thông bắt đầu vào tháng 9 năm 2007 và hoàn thành vào tháng 1 năm 2008. Nhà thầu chính là Budimex Dromex và chi phí là 11 384 triệu ZL. Gian truyền thông cao 16 mét và dài 22 mét.

## Euro 2012
Kraków là một thành phố dự bị để làm nơi tổ chức cho giải Euro 2012 tại Ba Lan và Ukraine. Sân vận động Wisła là địa điểm được lên kế hoạch cho giải đấu. Đề cập đến vấn đề trên, người ta đã quyết định thay đổi dự án. Dự thảo sửa đổi đã tăng đáng kể sức chứa của sân vận động để đáp ứng tất cả các yêu cầu cho sân vận động hạng ưu tú.
Ngày 13 tháng 5 năm 2009, Ủy ban điều hành UEFA quyết định xác nhận việc bổ nhiệm bốn địa điểm ban đầu do Liên đoàn bóng đá Ba Lan đề xuất trong giai đoạn đấu thầu và được UEFA ký kết là các thành phố chủ nhà chính thức: Gdańsk, Poznań, Warsaw và Warsaw. Do đó, Kraków không được chỉ định là thành phố chủ nhà chính thức và cũng không được giữ lại làm thành phố dự bị.